# Estudi de gravació

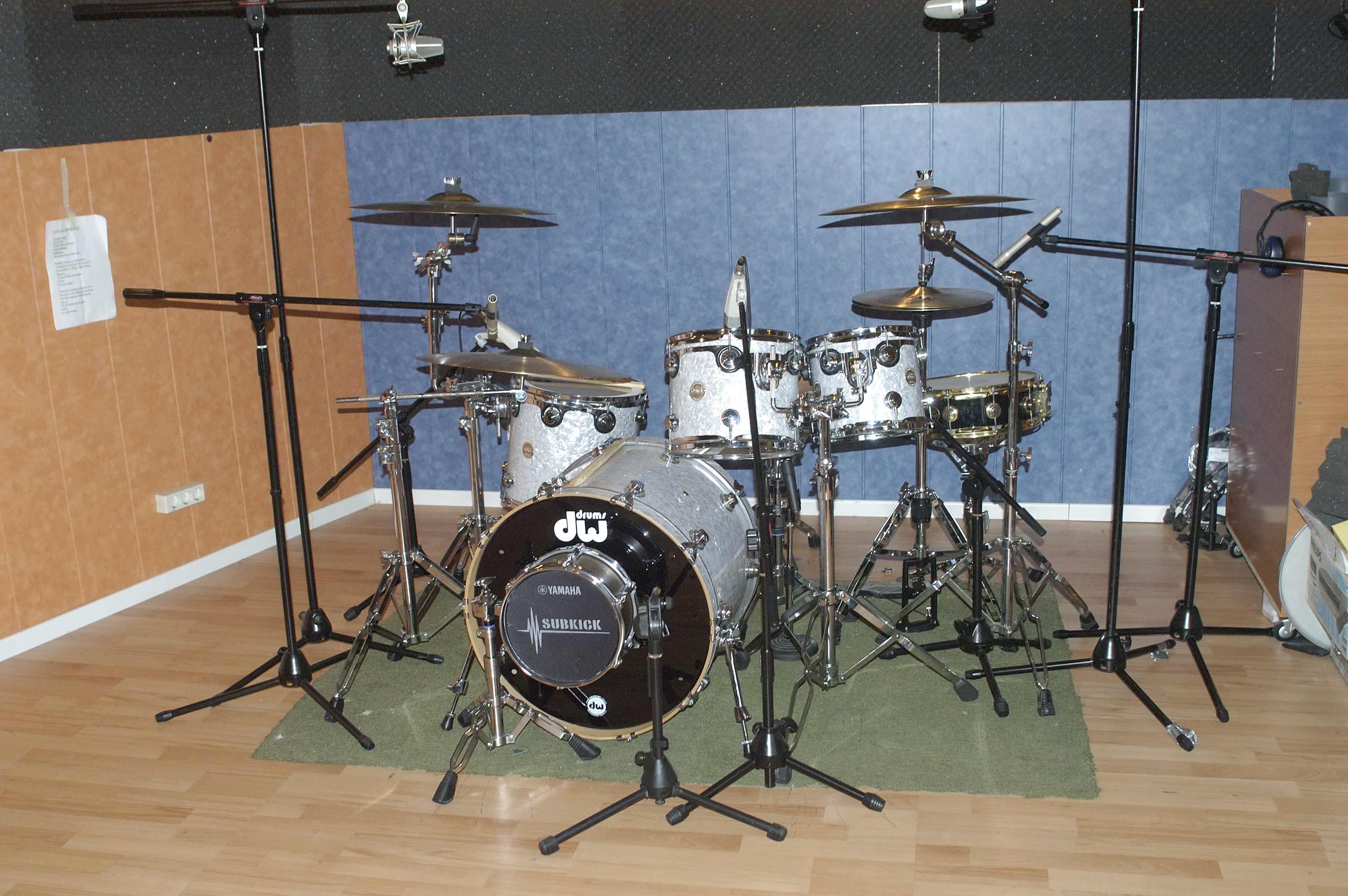
Bateria en un estudi de gravació

Un estudi de gravació és un lloc destinat a l'enregistrament de so, amb l'objectiu que reproduint posteriorment el material obtingut, es tingui una sensació de trobar-se cara a cara amb el que ho interpreta. Aquests llocs són, a més, la imatge distintiva de l'empresa, una de les finalitats que té és la de cridar l'atenció als clients i així tenir-ne més, de manera que la qualitat d'un estudi serà avaluada en funció del grau en què aconsegueixin conjugar l'acústica, l'estètica i l'electrònica, és a dir, si s'aconsegueix una bona relació entre aquestes característiques, l'estudi proporcionarà les condicions per assolir l'excel·lència en les seves funcions.
L'especialista en acústica ha de considerar els nivells de soroll existents a l'exterior del local i planejar l'aïllament necessari, proposar els materials adequats per obtenir un temps de reverberació el més proper possible al temps òptim i, si és possible, suggerir l'equip electrònic requerit. Serà llavors una sala de gravació l'espai destinat a l'estada dels intèrprets, ha de ser un lloc agradable, ja que considerant el prolongada que pugui resultar la gravació d'un programa musical, i tenint en compte que s'estarà treballant en un lloc completament aïllat del món exterior, l'estada en ell deurà fer-se el menys pesada possible.
Molt més senzilla en els seus requeriments de disseny, la cabina de control, encara que no per això és menys important, a la sala de gravació es poden tenir més propostes, de manera que és possible donar curs a la creativitat del dissenyador, per descomptat, sense oblidar, les necessitats que com a lloc acústic té aquest lloc.